# Локейн, Эми
Эми Локейн (англ. Amy Locane, род. 19 декабря 1971) — американская актриса. В 2013 году осуждена за убийство человека в автокатастрофе.

## Биография
Эми Локейн начала свою карьеру в двенадцатилетнем возрасте, а в 1984 году дебютировала сразу с постоянной ролью в ситкоме «Спенсер» и в последующие годы получила известность благодаря образу яркой блондинки на экране. Она сыграла главные женские роли в кинофильмах «Заблудшие ангелы» (1989) и «Плакса» (1990).
В 1992 году Эми Локейн была приглашена на одну из главных ролей в телесериал «Мелроуз Плейс», но покинула шоу после тринадцати эпизодов. После она сыграла роли девушек героя Брендана Фрэйзера в фильмах «Школьные узы» и «Пустоголовые». Также она сыграла роль дочери Джессики Лэнг в мелодраме 1994 года «Голубое небо» и появилась в фильмах «Префонтейн», «Крутая добыча» и «Секретарша».
В 2008 году Эми Локейн вышла замуж за пожарного из Нью-Джерси Марка Бовенайзера. У них есть две дочери, рождённые в 2007 и 2009 годах. Выйдя замуж, она прекратила карьеру на экране и выступала на местной театральной сцене.
27 июня 2010 года Локейн попала в автомобильную аварию в Монтгомери, штат Нью-Джерси, и в результате катастрофы погибла 60-летняя женщина и тяжело был ранен её муж. Уровень алкоголя в крови актрисы был в три раза выше, чем допустимо, и в декабре того же года ей было предъявлено обвинение в убийстве с отягчающими обстоятельствами в автомобильной аварии. 27 ноября 2012 года Локейн была признана виновной и осуждена за убийство. Ей грозило от 5 до 10 лет лишения свободы.
14 февраля 2013 года Локейн была приговорена к трём годам лишения свободы. Судья, действуя по своему усмотрению, назначил минимальную меру наказания в связи со смягчающими обстоятельствами, в том числе из-за болезни младшей дочери подсудимой. Прокурор обжаловал решение суда, посчитав, что три года лишения свободы — это слишком мягкое наказание. Он запросил от пяти до десяти лет заключения.